# HUBA

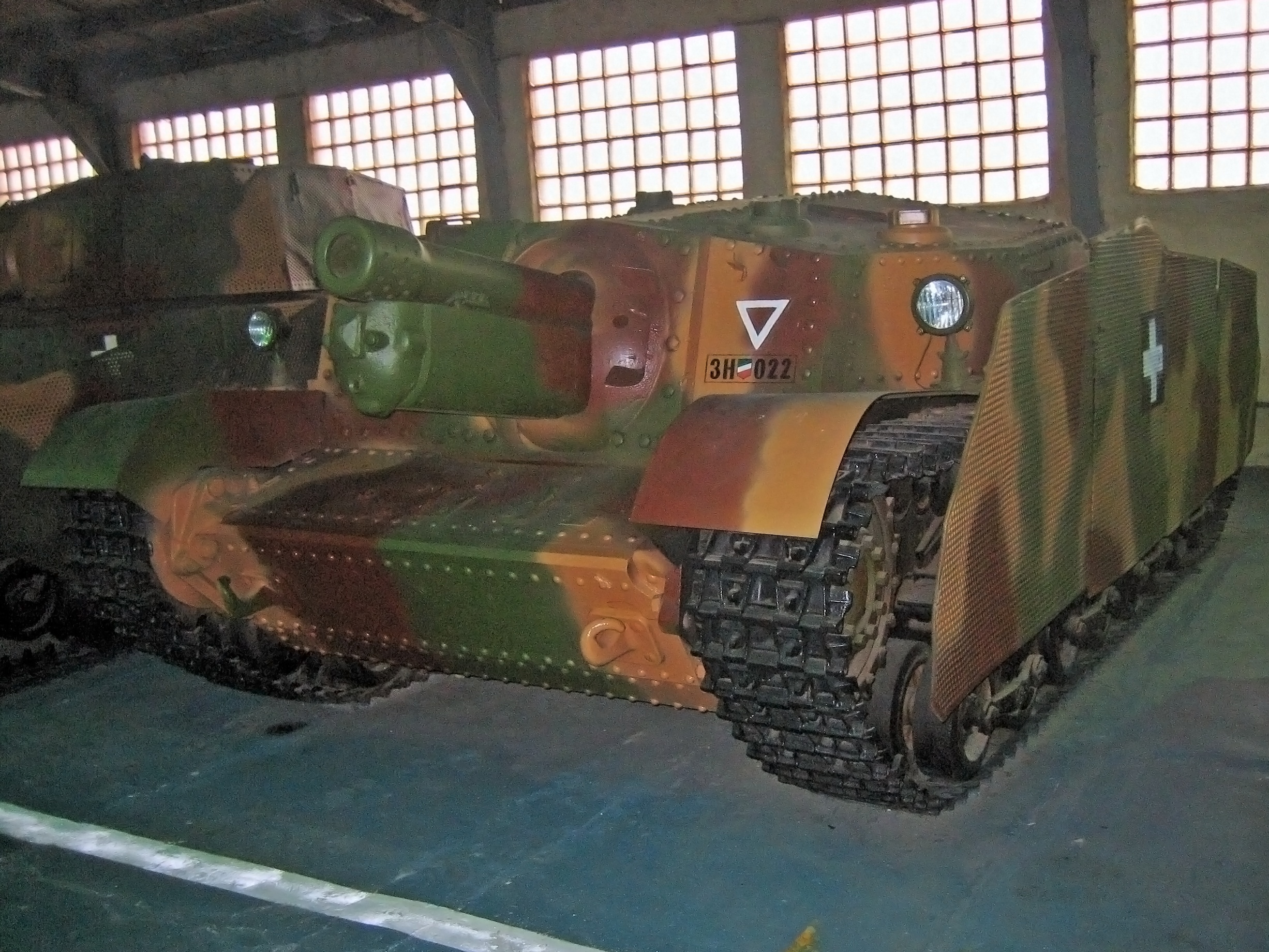
Działo 40/43.M Zrínyi II w muzeum broni pancernej w Kubince

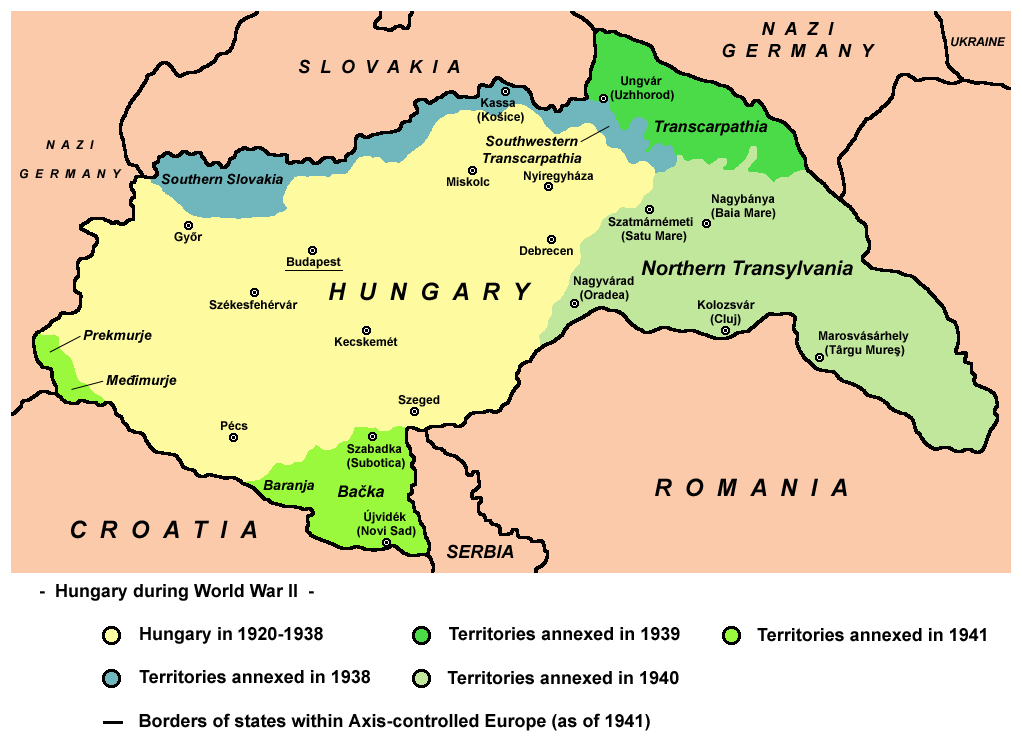
Rozwój terytorialny Węgier 1938-1947

HUBA − realizowany od 1938 roku plan rozwoju sił zbrojnych Królestwa Węgier.
Korzystając z przychylności hitlerowskich Niemiec, Węgry zaczęły dążyć do zniesienia ograniczeń nałożonych na armię po traktacie z Trianon i rewizji granic. Opracowany w końcu lat 30. program był zakrojony na szeroką skalę i ograniczony wyłącznie przez kwestię finansowych możliwości państwa. W projekcie, którego realizacja miała trwać pięć lat, założono wydanie ponad miliarda pengő. Ze względu na odmowy licencji na nowoczesne modele, Węgrzy byli zmuszeni uzbroić swoją armię w przestarzałe rodzaje pojazdów zagranicznych. 
Armia miała zostać zorganizowana w 7 korpusów podzielonych na 21 dwupułkowych dywizji oraz 3 dywizje wojsk ubezpieczenia granic, korpus szybki, wojska rzeczne i artylerię. W dalszej perspektywie planowano budowę nowoczesnych wojsk pancernych i lotnictwa, a na końcu powiększenie dywizji do trzech pułków.
Pierwsza faza projektu (HUBA I) została zrealizowana przed czasem i to pomimo organizacji dodatkowych dwóch korpusów na przyłączonych w 1938 i 1939 roku terenach. Drugą fazę projektu rozpoczęto w połowie 1939 roku, zakupując licencję na szwedzkie czołgi lekkie (produkowane jako Toldi), lekkie niszczyciele czołgów i czołg przeciwlotniczy 40.M Nimród, a w Czechach zaś na średni czołg Turan. Rozpoczęto także produkcję własnego lekkiego samochodu pancernego 39.M Csaba. W wyniku modyfikacji czołgu Turan zbudowano także działo pancerne 43.M Zrínyi I i haubicę 40/43.M Zrínyi II.
Korpus Szybki nie osiągnął pełnej gotowości bojowej, jeszcze w chwili wybuchu agresji Niemiec na ZSRR jedną trzecią stanowiła kawaleria, a wśród 160 pojazdów ponad połowa była przestarzała.
Realizacja programu HUBA trwała także po rozpoczęciu II wojny światowej, aż do początku porażek na froncie radzieckim.